# جان بيار إتيان
جان بيار إتيان (بالفرنسية: Jean-Pierre Etienne)‏ هو ضابط بالبحرية الفرنسية ‏ فرنسي، ولد في 9 أكتوبر 1754، وتوفي في 31 ديسمبر 1812.